# مالی یالومان
مالی یالومان (به لاتین: Maly Yaloman) یک منطقهٔ مسکونی در روسیه است که در جمهوری آلتای واقع شده‌است.